# Personaggi di Kung Fu Panda
Questa è la voce collettiva dei personaggi del franchise Kung Fu Panda.

Da sinistra: i protagonisti Po e i Cinque Cicloni (Tigre, Scimmia, Mantide, Gru e Vipera) nel secondo film.

## Personaggi principali

### Po
(Film 1-4)
Protagonista della saga, è un panda gigante appassionato di Kung Fu che lavora nel ristorante del padre adottivo, il Signor Ping.
Po è figlio biologico di Li Shan e di sua moglie, da cui è stato separato da neonato dall'armata di Lord Shen. Dopo essere stato cresciuto da Ping, Po viene scelto dal Gran Maestro Oogway come il leggendario Guerriero Dragone. Allenato da un inizialmente reticente Maestro Shifu, Po riesce a sconfiggere e uccidere Tai Lung e diventa amico dei Cinque Cicloni.
Nel secondo film deve affrontare Lord Shen, assassino di sua madre, e i demoni del proprio passato, mentre nel terzo ritrova il padre biologico e scopre un segreto villaggio di Panda. Nel quarto capitolo deve assumere la carica di Guida Spirituale della Valle della Pace (il ruolo di Oogway) e cedere quella di Guerriero Dragone. Dopo aver combattuto contro la Camaleonte ed essere stato riconosciuto "meritevole" da Tai Lung, Po assegna il ruolo di Guerriero Dragone alla volpe Zhen.
Doppiato in lingua originale da Jack Black (film) e Mick Wingert (serie animate) e in italiano da Fabio Volo (film) e Gianfranco Miranda (serie animate).

### Shifu
(Film 1-4) È un panda rosso, dirigente del Palazzo di Giada dopo la morte di Oogway (suo maestro) e allenatore dei Cinque Cicloni e del Guerriero Dragone. 
Shifu si è incupito dopo aver cresciuto Tai Lung come un figlio e averlo dovuto sconfiggere e far arrestare, e per questo è molto duro con i Cinque Cicloni. Sarà Po, per il quale inizialmente non prova nessun rispetto, a riportarlo all'umanità e alla gentilezza perdute.
Nel secondo film cerca di raggiungere l'agognata Pace interiore e prenderà parte al combattimento contro Lord Shen, mentre nel terzo va in pensione e cede a Po il ruolo di insegnante.
Nel quarto capitolo cerca di guidare Po alla nuova carica di Guida Spirituale.
Doppiato in originale da Dustin Hoffman (film) e Fred Tatasciore (in Kung Fu Panda - Mitiche avventure) e in italiano da Eros Pagni (film 1-3) e Carlo Valli (film 4 e Kung Fu Panda - Mitiche avventure)

### Cinque Cicloni
(Film 1-3; ospiti film 4)
- Tigre: è una tigre della cina meridionale, leader dei Cinque Cicloni. Inizialmente è la più risentita nei confronti di Po quando fu scelto come Guerriero Dragone al posto suo, ed è la più esplicita nel suo disprezzo. Alla fine del primo film accetterà Po e il suo ruolo e inizierà a rispettarlo, divenendone ammiratrice e affettuosa amica nei due film successivi. Nel quarto, come gli altri Cicloni, è lontana dalla Valle per svolgere degli incarichi tornando alla fine per addestrare il nuovo Guerriero Dragone. Doppiata in originale da Angelina Jolie (film) e Kari Wahlgren (in Kung Fu Panda - Mitiche avventure) e in italiano da Francesca Fiorentini.
- Scimmia: è un rinopiteco dorato, il più comico dei Cinque Cicloni. È il primo a diventare amico di Po, con cui condivide l'animo gentile e scherzoso. Le sue "armi" principali sono le mani e la coda. È molto amico di Gru e Mantide. Nel quarto film è lontano dalla Valle per impegni individuali tornando alla fine per addestrare il nuovo Guerriero Dragone. Doppiato in originale da Jackie Chan (film) e James Sie (in Kung Fu Panda - Mitiche avventure) e in italiano da Angelo Maggi.
- Vipera: È una vipera arborea verde con due piccoli fiori di loto in cima alla testa. Fin da subito si dimostra gentile e paziente verso Po, che più volte difenderà e aiuterà nella saga. È nata senza zanne velenifere, ma compensa con la sua forza e precisione. Lei è il membro dei Cinque più compassionevole e gentile, ed è l'unica a non deridere Po quando si unisce per la prima volta al Palazzo di Giada. Nel quarto film si allontana per impegni individuali da maestra tornando alla fine per addestrare il nuovo Guerriero Dragone. Doppiata in originale da Lucy Liu e in italiano da Tiziana Avarista.
- Gru: È una gru dal collo nero ed è il più pacato e acuto dei Cinque. Cerca sempre di mantenere la calma e la pacatezza, anche quando viene scocciato. Inizialmente non ha grande fiducia in Po, ma lo tratta con rispetto e nei film successivi diventerà suo amico. Agisce come esploratore e vedetta in situazioni di combattimento, nonché come mezzo di trasporto per gli altri suoi compagni. Se uno di loro dovesse cadere da grandi altezze, Gru è sempre pronto a fermare la caduta. Nel quarto film lui e gli altri Cinque Cicloni sono lontani dal palazzo per svolgere delle missioni ma tornando alla fine per addestrare il nuovo Guerriero Dragone. Doppiato in originale da David Cross (film) e Amir Talai (in Kung Fu Panda - Mitiche avventure) e in italiano da Danilo De Girolamo (film 1-2 e Kung Fu Panda - Mitiche avventure st. 1), Oreste Baldini (film 3) e Franco Mannella (in Kung Fu Panda - Mitiche avventure st. 2-3).
- Mantide: è una mantide cinese ed è il più piccolo delle Cinque. Tuttavia, è il più forte in proporzione alla sua taglia e può muoversi a velocità sovrumane. Quando la circonferenza di Po viene citata come motivo per cui non può essere un maestro di Kung Fu, Mantide è il primo preso ad esempio come maestro la cui taglia pare sfiduciare. Nel quarto film è lontano dal Palazzo perché si è fidanzato e, a quanto dice Po, sta cercando di evitare di essere ucciso dalla sua compagna come parte del rituale di corteggiamento per poi tornando alla fine per addestrare il nuovo Guerriero Dragone. Doppiato da Seth Rogen (film) e Max Koch (in Kung Fu Panda - Mitiche avventure) in originale e da Simone Mori in italiano.

### Zhen
(Film 4) È una giovane e scaltra volpe corsac, nonché una dei tanti ladri di Juniper City. Inizialmente cresciuta da una banda di ladri, Zhen alla fine fu accolta e cresciuta dalla perfida Camaleonte dopo che prese il controllo della città, poiché vide del potenziale in lei. Incontra Po nel giorno della nomina di quest'ultimo a Guida Spirituale e lo guida fino alla Camaleonte. Qui si scopre essere in combutta con l'antagonista, ma all'ultimo si redime e collabora con Po per sconfiggerla. Alla fine del film viene nominata da Po nuovo Guerriero Dragone.
Doppiata in lingua originale da Awkwafina e in italiano da Alessia Amendola.

### Mr. Ping
(Film 1-4) È un'oca cinese, proprietario del ristorante più famoso della Valle della Pace. Ha adottato Po quando quest’ultimo era un cucciolo in una cassa di ravanelli consegnata sul retro del ristorante. Ping si preoccupa spesso per Po, soprattutto per il suo continuo sviluppo come maestro di Kung Fu, ma è lui a dirgli che le cose sono speciali se qualcuno crede che lo siano. La relazione tra il panda e l’oca diviene tesa quando Po scopre che il suo padre biologico, Li Shan, è ancora vivo, ma arriva a rendersi conto che avere quest’ultimo nella vita di Po non significa meno per lui, ma più per il figlio. Tra terzo e quarto film Ping e Li Shan diventano buoni amici e iniziano a gestire insieme la Locanda. Nel quarto film parte insieme a Li per seguire il figlio, andato incontro alla Camaleonte e salvarlo.
Doppiato in originale da James Hong e da Francesco Vairano (film 1-3 e serie animate) e Oliviero Dinelli (film 4 e Kung Fu Panda - Mitiche avventure) in italiano.

### Li Shan
(Film 3-4; ospite film 2) È il padre biologico di Po. Fu separato da suo figlio quando l'esercito di lupi di Lord Shen attaccò il loro villaggio e si presumeva morto insieme agli altri panda. Alla fine, si scopre che è vivo, nascosto in un rifugio segreto con altri panda. Più avanti, Li e Po si riuniscono e il primo convince il figlio a seguirlo verso il villaggio segreto dei panda e lo aiuterà a sconfiggere Kai e a tornare dal regno degli spiriti. Nel quarto film è ormai molto amico con Ping e partirà con lui per seguire Po.
Doppiato in originale da Bryan Cranston (film 3-4) e in italiano da Alessandro Rossi (film 2) e Paolo Marchese (film 3-4).

## Personaggi secondari

### Mei Mei
(Film 3) È una panda femmina, abita nel villaggio segreto dove vive Li Shan. È un'abile ballerina e cerca, invano, di fare colpo su Po. Durante il combattimento contro Kai userà le sue abilità di danzatrice per usare i nunchaku. Doppiata in originale da Kate Hudson e in italiano da Emanuela Damasio.

### Maestri

#### Oogway
(Film 1, 3; ospite film 2) È una tartaruga gigante molto anziana, ex dirigente del Palazzo di Giada prima di Shifu e creatore del Kung Fu. Altamente venerato per la sua saggezza, conoscenza ed esperienza, è conosciuto come il più grande maestro di Kung Fu della storia, senza altra reputazione che superasse la sua. Per anni fu fratello d'armi di Kai, ma quando questo rivelò il suo animo malvagio, lo esiliò nel regno degli spiriti. È lui a scegliere Po come il Guerriero Dragone, con grande sorpresa di tutti e il suo calore e la sua accettazione nei confronti di Po fanno da contraltare al severo e abrasivo Shifu. Muore di vecchiaia durante il primo film e ricompare nel terzo, nel regno degli spiriti, dove invia un messaggio a Li Shan per farlo ricongiungere al figlio, il suo chi viene rubato da Kai e successivamente liberato da Po, a cui cede il ruolo di Guida Spirituale e il bastone in grado di aprire il Regno degli spiriti.
Doppiato in originale da Randall Duk Kim e Piotr Michael (in Kung Fu Panda - Le zampe del destino) e in italiano da Dante Biagioni (film 1, 3 e Kung Fu Panda - Mitiche avventure) e Carlo Valli (in Kung Fu Panda - Le zampe del destino).

#### Rino Tuonante
(Film 2) Gigantesco rinoceronte africano, leader del Consiglio dei Maestri che proteggeva la città di Gongmen. Si dice che suo padre sia il leggendario maestro Rino Volante, e Rino divenne leggendario a pieno titolo uccidendo i Diecimila Serpenti nella Valle del Dolore. Ha collaborato spesso con i due maestri Bue Infuriato e Croc per fermare le minacce in tutta la Cina. Fu uno tra i primi presi di mira da Lord Shen. Quando quest'ultimo sconfigge Bue e Croc, Rino lo avverte che non può competere con il Kung Fu, in risposta Shen lo uccide brutalmente con il suo cannone. 
Doppiato in originale da Victor Garber e in italiano da Roberto Draghetti.

#### Bue Infuriato
(Film 2) È un bue che fa parte del consiglio dei maestri di Gong Ming. È uno stratega esperto, addestrato dal maestro Rinoceronte Tuonante. Quando Lord Shen prende d'assalto il palazzo, Bue viene incarcerato nella prigione della città. Inizialmente si rifiuta di unirsi ai Po e i Cinque Cicloni, ma poi accetta su convinzione di Shifu e partecipa alla guerra contro Shen.
Doppiato in originale da Dennis Haysbert e in italiano da Francesco Pannofino.

#### Croc
(Film 2, ospite film 3) È un coccodrillo marino che fa parte del consiglio dei maestri di Gong Ming. Quando Shen attacca il palazzo, viene incarcerato con Bue infuriato. Dopo un iniziale rifiuto, prende parte alla guerra finale contro Shen. Nel terzo film appare per un veloce scontro con Kai, insieme ai maestri Pollo e Orso.
Doppiato in originale da Jean Claude Van Damme e in italiano da Franco Mannella.

## Antagonisti

### Tai Lung
(Film 1, 4) È un muscoloso leopardo delle nevi noto come unico antagonista del primo film. Ha una forza sovrumana e un atteggiamento incredibilmente orgoglioso e spietato nei confronti di qualsiasi praticante di Kung Fu. Allievo fin da cucciolo da Shifu, che lo crebbe come un figlio, era l'unico studente a cui era stato insegnato l'attacco nervino e credeva che il suo destino fosse quello di diventare il Guerriero Dragone. Quando Oogway percepì l'oscurità nel cuore di Tai Lung, acuita dal profondo orgoglio che Shifu nutriva per lui e si rifiutò di dargli la pergamena che gli avrebbe permesso di rivendicare il titolo, il leopardo si sentì tradito e assediò la città con furia e poi sopraffece Shifu in combattimento per cercare di rivendicare la pergamena, solo per essere finalmente sconfitto per mano di Oogway. Successivamente, Tai Lung venne incarcerato nella prigione di Chorh-Gom a causa delle sue azioni, rimanendo imprigionato per vent'anni.
Quando Zeng arriva, nel primo film, alla prigione per ordinare un aumento della sicurezza, Tai Lung usa una delle penne dell'oca per liberarsi e evadere, uccidendo quasi tutte le guardie della prigione. Dopo aver sconfitto i Cinque Cicloni in battaglia, arriva al Palazzo di Giada alla ricerca della Pergamena del Drago. Nella sua ricerca, sconfigge Shifu e quasi lo uccide, ma viene attirato da Po, con cui combatte, perdendo. Dopo aver scoperto anch'egli il segreto della Pergamena, viene esiliato nel regno degli spiriti da Po con la presa del dito Wuxi.
Nel quarto film, la Camaleonte si impossessa del bastone della saggezza di Po e riporta in vita Tai Lung e altri maestri di Kung fu, a cui ruba le conoscenze, la forza e i poteri. Alla sconfitta della Camaleonte, Tai Lung la porta con sè nel regno degli spiriti e per la prima volta riconosce a Po di essersi meritato il titolo di Guerriero Dragone.
Doppiato in lingua originale da Ian McShane e in italiano da Fabrizio Pucci.

### Lord Shen
(Film 2, 4 ospite film 3) È un pavone bianco e antagonista principale del secondo film. Originariamente era il principe della città di Gongming, interessato alla polvere da sparo, chiedendosi se potesse essere usata per la guerra. Dopo essere stato bandito dai genitori, forma un suo esercito di lupi e compie un genocidio di panda (gli era stato predetto che sarebbe stato sconfitto da uno di loro), uccidendo anche la madre di Po. Dopo aver visto il suo piano di conquista fallire per intervento di Po e dei Cinque Cicloni, cerca di uccidere il Guerriero Dragone ma viene sconfitto e infine muore, schiacciato da uno dei suoi cannoni. Nel quarto film compare tra i maestri riportati in vita da Camaleonte.
Doppiato in originale da Gary Oldman e in italiano da Massimo Lodolo.

### Kai
(Film 3, 4) È un antichissimo Yak e antagonista principale del terzo film. Originariamente era un amico e fratello d'armi del Gran Maestro Oogway, entrambi combattevano nell'esercito. Un giorno i due caddero in un'imboscata nemica, dove Oogway rimase ferito. Kai trasportò l'amico ferito per giorni, finché non raggiunsero il Villaggio Segreto dei panda, che curarono Oogway con il potere del loro chi. Ma mentre Oogway imparò come donare il chi a fin di bene, Kai divenne assetato di potere e imparò a prendere il chi dagli altri, costringendo Oogway a esiliarlo nel Regno degli Spiriti. Nei cinquecento anni di esilio, Kai rubò il chi di ogni singolo maestro defunto, accrescendo la sua forza e il suo potere. All'inizio del terzo film, sconfisse anche Oogway e torna sulla terra, in cerca dei più forti guerrieri in vita. Dopo aver preso il chi di Shifu e di ogni singolo maestro vivente (compresi Mantide, Gru, Scimmia e Vipera) e aver distrutto il palazzo di Giada, cerca Po e il villaggio dei Panda, ma viene rimandato nel regno degli Spiriti dal Guerriero Dragone e qui sconfitto. Nonostante al termine del terzo film il suo spirito venga distrutto, nel quarto è tra i guerrieri riportati in vita da Camaleonte.
Doppiato in originale da J. K. Simmons e in italiano da Roberto Draghetti.

### Camaleonte
(Film 4) È una femmina di (come dice il nome stesso) camaleonte e antagonista principale del quarto film. È una terribile e infida strega in grado di trasformarsi in chiunque voglia e aveva un esercito di iguane al suo servizio. Da giovane voleva diventare una maestra di kung fu per ottenere rispetto e potere, ma non riuscì mai a trovare un maestro disposto ad insegnarle, ritenuta troppo piccola e di bassa statura. Amareggiata e furiosa, decise allora di imparare la stregoneria, diventando la più potente strega mutaforma di tutta la Cina. Con le sue conoscenze e abilità, riuscì a prendere il controllo di tutta la malavita di Juniper City, al punto che i boss criminali locali iniziarono ad aver paura di lei e si sottomisero. A un certo punto della sua vita, durante una parata in città, la Camaleonte incontrò Zhen, che stava cercando di rubare uno dei suoi gioielli dal suo trono a forma di albero. Grazie al coraggio della volpe, la Camaleonte la prese come sua allieva, le insegnò le tecniche di combattimento e le regole della strada, sebbene a volte la Camaleonte si comportasse anche in modo offensivo nei confronti di Zhen. Nel quarto film, ruba il bastone della saggezza a Po e con esso riporta in vita i più forti guerrieri di Kung fu defunti, per poi rubare le loro mosse e stili di combattimento, diventando invincibile. Ma viene sconfitta da Po e Zhen, che restituiscono il kung fu rubato ai legittimi proprietari. Alla fine viene portata da Tai Lung nel regno degli spiriti.
Doppiata in inglese da Viola Davis e in italiano da Laura Romano.

### Ki-Pa
È un potente e malvagio demone con l'aspetto di un gigantesco dragone rosso, con spine gialle e occhi color fuoco; possiede diversi poteri, tra cui l'immortalità, la telecinesi, il volo e la capacità di sparare fulmini dagli occhi, apparso nella serie animata Kung Fu Panda - Mitiche avventure. Egli si autoconsidera il Vero Guerriero Dragone. È il re dei demoni e il più grande e potente di essi. Anni prima aveva tentato di sottomettere il mondo dopo aver aperto un portale per la Valle della Pace, ma era stato ostacolato da Oogway, che aveva usato il Chi dell'Eroe per relegare il suo esercito negli Inferi e sigillare l'apertura; allora Ki-Pa aveva cercato di vendicarsi uccidendo Oogway, ma l'Albero della Pace era intervenuto in aiuto della tartaruga e aveva imprigionato il demone nel corpo di un maiale. Quando poi l'albero muore, Ki-Pa riacquisisce i suoi poteri e sconfigge facilmente Po e i Cinque Cicloni, per poi distruggere il Palazzo di Giada per aprire il portale verso gli Inferi; scopre però che per aprirlo occorre il Chi dell'Eroe. Shifu, per salvare Po, mentirà dicendo di averlo lui, ma il demone capisce l'inganno e usa Po anziché il vecchio maestro; i demoni vengono così liberati e Ki-Pa li scatena contro il mondo. Po però fa ritorno e con il Chi e relega l'esercito negli Inferi, sigillando per sempre il portale; Ki-Pa, furioso cerca di uccidere il Guerriero Dragone, ma questi trasforma il demone in un fascio di luce che investe tutto il mondo, cancellando tutto ciò che i demoni avevano causato.
Doppiato in originale da Alfred Molina e in italiano da Luca Biagini.

### Fung
È un grosso coccodrillo con un elmo nero in testa, il capo dei Coccodrilli Briganti, e uno dei sette antagonisti principali della serie animata Kung Fu Panda - Mitiche avventure. Poiché ha avuto un padre terribile e un'infanzia triste, fa molta fatica a dominare la rabbia e quando si infuria spesso getta a terra l'elmo con esclamazioni furiose. Nonostante cerchi di mostrarsi malvagio, è molto tenero dentro e tiene molto alla sua banda e il suo più grande desiderio è rendere suo padre fiero di lui, cosa che accadrà quando, dopo aver creato un esercito di Coccodrilli di Terracotta, si rifiuterà di conquistare la Cina per non dover fare del male alla sua banda, dimostrandogli di essere una persona leale. È molto ostile a Po anche se talvolta i due si alleano per sconfiggere nemici comuni. Nell'episodio "Operazione Dragone" diventa servo del malvagio Ki-Pa insieme alla sua banda. Ha un cugino di nome Lidong.
Doppiato in originale da John DiMaggio e in italiano da Roberto Pedicini.

### Tao Tai
È un facocero maschio e uno dei sette antagonisti principali della serie animata Kung Fu Panda - Mitiche avventure. Mente brillante ma anche diabolica, è un esperto costruttore di macchine e aspira a conquistare il Palazzo di Giada per ottenere i poteri del Guerriero Dragone. Il suo nemico principale è Po, poiché secondo lui stesso solo il panda può sconfiggerlo. In un episodio, dopo che Po ha per errore fatto perdere la memoria ai Cinque Cicloni, li inganna e gli fa credere che lui è il loro maestro e che i loro nemici sono Shifu e Po, rivoltandoli contro il maestro e il Guerriero Dragone; tuttavia, quando Po gli rifarà tornare la memoria, sarà costretto alla ritirata. In un altro episodio si allea con Po per sconfiggere la strega Pai-Ling ed inventa per la battaglia dei robot da guerra, con i quali attaccheranno la strega poco prima che sacrifichi l'imperatore. Ha un figlio di nome Bian Zao col quale non ha buoni rapporti.
Doppiato in originale da Wallace Shawn e in italiano da Ambrogio Colombo.

### Junjie
È una volpe di Rüppell e uno dei sette antagonisti principali della serie animata Kung Fu Panda - Mitiche avventure. Grande maestro di kung fu e esperto mutaforma, un tempo era il miglior amico di Shifu ma ora lo odia profondamente in quanto Oogway ha affidato a lui la custodia del Palazzo di Giada, anziché alla volpe. Ingannando Po, riuscirà ad assumere il controllo del palazzo, ma poi verrà smascherato e condotto in prigione.
Doppiato in originale da Stephen Root e in italiano da Sergio Di Giulio.

### Tong Fo
È un lori gracile e uno dei sette antagonisti principali della serie animata Kung Fu Panda - Mitiche avventure. Astuto genio del male il suo punto di forza è il suo sguardo penetrante che è in grado di intimidire quasi chiunque. Estremamente arrogante, ambizioso e assetato di potere. È un ottimo combattente, tanto che da superare persino i Cinque Cicloni, tuttavia non è capace di rivaleggiare con Po.
Doppiato in originale da Jeff Bennett e in italiano da Nanni Baldini.

### Hundun
È un rinoceronte di Giava e uno dei sette antagonisti principali della serie animata Kung Fu Panda - Mitiche avventure. Ex membro delle guardie di Chor Ghom, pieno di rancore verso di Po in quanto a causa sua dopo la fuga di Tai Lung lui ha perso il lavoro, venendo quindi abbandonato dalla moglie e dai figli. Mentre il rinoceronte tenta di vendicarsi, Po gli rompe accidentalmente il corno, aumentando quindi l'odio nei suoi riguardi.
Doppiato in originale da Diedrich Bader e in italiano da Mario Cordova.

### Gahri
È uno dei Coccodrilli Briganti al servizio di Fung e uno dei sette antagonisti principali della serie animata Kung Fu Panda - Mitiche avventure. Gahri ha avuto un ruolo nell'episodio della serie ("Un nuovo figlio per Ping"), ma è la fonte di un paio di gag ricorrenti, come il fatto di infastidire e interrogare continuamente Fung e di avere il suo nome pronunciato male come "Gary". È l'unico bandito oltre a Fung e Wall Eye che ha avuto un ruolo di parola. Nel corso della serie i suoi ruoli sono diventati più pronunciati ed è diventato un personaggio più grande.
Doppiato in originale da Fred Tatasciore.

### Temutai
È un gigantesco bufalo d'acqua e uno dei sette antagonisti principali della serie animata Kung Fu Panda - Mitiche avventure. Re dei Qidan, ha una grossa rivalità con Po in quanto è l'unico che sia mai riuscito a sconfiggerlo. Ogni volta che si incontrano i due si danno spesso battaglia ma col tempo diventano amici.
Doppiato in originale da Kevin Michael Richardson e in italiano da Mauro Magliozzi.

### Jindiao
È un dragone rosso che ha preso le sembianze di un volatile perché il suo spirito era imprigionato nell'urna degli spiriti.